# Gepus cunctatus
Gepus cunctatus är en insektsart som beskrevs av Hölzel 1982. Gepus cunctatus ingår i släktet Gepus och familjen myrlejonsländor. Inga underarter finns listade i Catalogue of Life.